# Color Me Badd
Color Me Badd — американский мужской ритм-н-блюзовый вокальный квартет. Образовался в штате Оклахома. Их дебютный сингл «I Wanna Sex You Up» в 1991 году поднялся на второе место американского чарта (Billboard Hot 100). За ним последовали два хита номер 1.
Музыкальный сайт AllMusic характеризует коллектив как «ритм-н-блюзовую вокальную группу с аэрографическим имиджем и гладкими, ловкими танцевальными движениями».
Квартет образовался в городе Оклахома-Сити, еще когда участники были учениками старших классов школы. Потом группа переехала в город Нью-Йорк. Группа Color Me Badd подписала контракт с лейблом Giant Records, и в 1991 году состоялся её прорыв к славе с включённой в саундтрек к фильму New Jack City песней «I Wanna Sex You Up». Песня была издана как сингл и попала на 1 место ритм-н-блюзового чарта «Билборда» и на 2 место Billboard Hot 100, продавшись двойным платиновым тиражом. Следующий сингл — «I Adore Mi Amor» — попал на 1 место и в ритм-н-блюзовом чарте, и в Hot 100, и стал золотым. Эти два сингла подготовили почву для первого альбома группы, который продался в более чем трёх миллионах экземпляров. Также с альбома вышли ещё несколько синглов: «All 4 Love» (золотой, 1 место в Hot 100), «Thinkin’ Back» и «Slow Motion» (оба достигли первой двадцатки). Следующий сингл группы также был с песней из саундтрека к фильму — «Forever Love» из фильма «Деньги, деньги, ещё деньги». Он стал 6-м синглом группы подряд, попавшим в первую двадцатку в США. По итогам 1992 года группа Color Me Badd стала вторым исполнителем года по популярности синглов в Hot 100, уступив только вокальной группе Boyz II Men.

## Состав

### Оригинальный состав
- Брайан Абрамс (англ. Bryan Abrams, род. 16 ноября 1969)
- Марк Кальдерон (англ. Mark Calderon, род. 27 сентября 1970)
- Сэм Уоттерс[англ.] (англ. Sam Watters, род. 23 июля 1970)
- Кевин Торнтон (англ. Kevin Thornton, род. 17 июня 1969)

## Дискография
- См. «Color Me Badd § Discography» в английском разделе.